# غلين كيسلر
غلين كيسلر (بالإنجليزية: Glenn Kessler)‏ هو صحفي أمريكي، ولد في 6 يوليو 1959 في سينسيناتي في الولايات المتحدة.